# Maxime Descombin

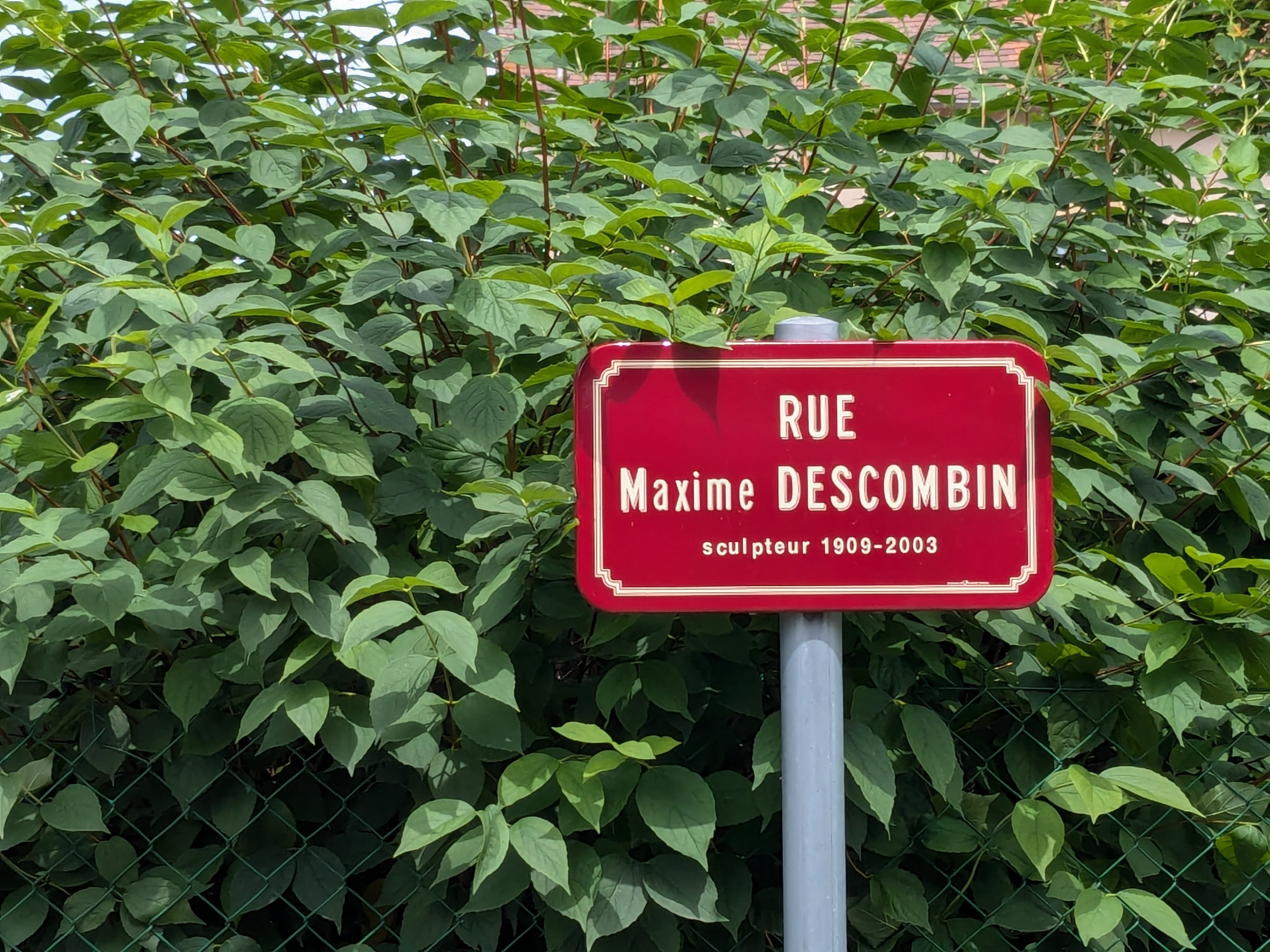
Rue Maxim Descombin, Le Puley

Maxime Descombin né le 5 décembre 1909 au Puley et mort le 28 août 2003 à Mâcon est un sculpteur français.

## Biographie
Apprenti tailleur de pierre, Maxime Descombin débute dans la sculpture par l'ornementation de bâtiments et dans l'art funéraire. Installé à Mâcon, il fréquente l'école municipale de dessin de la ville. Il devint par la suite professeur de dessin à l'école régionale des beaux-arts de Mâcon où il eut, entre autres élèves, la céramiste Jacqueline Lerat.
Il travaille comme patricien pour le sculpteur Désiré Mathivet au Villars (Saône-et-Loire) et fait la rencontre d'Antoine de Saint-Exupéry. Henri Malvaux le charge des cours de sculptures dans l'établissement qu'il dirige, mais Descombin démissionne en 1942.
De 1947 à 1949, il est en sanatorium et donc privé de toute activité sculpturale. C'est en reprenant son activité qu'il se lance dans la sculpture sérielle[C'est-à-dire ?]. Son activité sur Mâcon est intense sur le plan culturel : il est le coordonnateur des Amis de l'Art, fondé par Gaston Diehl : création du cycle Harawi d'Olivier Messiaen, à Mâcon.[pas clair]
Descombin expose au Salon de Mai de 1945 et au Salon de la jeune sculpture de 1949.
En 1951, il installe son atelier à Champlevert au sud de Mâcon. En 1956, il est exposé par la galerie Denise René à Paris parmi douze autres sculpteurs : Jean Arp, André Bloc, Émile Gilioli, Barbara Hepworth, Robert Jacobsen, Berto Lardera, Day Schnabel et David Smith. Il travaille beaucoup dans le cadre du 1% artistique avec, entre autres, les architectes Ionel Schein, Raymond Lopez, Jean Dubuisson, Marcel Lods.
Artiste prolifique, il œuvre dans le domaine du mobilier et de la tapisserie, il conçoit des reliefs animés par dalles de verres colorés, il crée des décors et des costumes de théâtre entre 1966 et 1979 pour Jean Guy Bailly, Arnold Schönberg ou Karlheinz Stockhausen.
À la suite d'un accident de la circulation en novembre 1972, il est obligé de restreindre ses activités au niveau local. 
En 1971, Maxime Descombin conçoit une sculpture titrée Fleur d'eau pour la cité scolaire de Digoin. Cette sculpture sérielle[C'est-à-dire ?] en béton armé vibré et lavé mesurant 4 × 4 × 1,5 m est composée de 27 éléments caractéristiques du travail de Maxime Descombin, c'est-à-dire qu'une forme simple y est multipliée plusieurs fois pour créer une forme originale. Il s'agit d'un assemblage de sept éléments identiques disposés sur trois étages selon un plan uniforme, le tout représentant une figure organique. Elle a été réalisée avec le concours des architectes Bourbon et Pallazi dans le cadre du 1% artistique. 
L'Association pour l'Atelier Descombin voit le jour en 1991 sous la présidence d'honneur de Georges Duby. La Ville de Mâcon accepte la donation de l'artiste de 372 de ses œuvres et s'engage à construire sur le site de son atelier un musée-atelier pour présenter ce fonds déposé au musée des Ursulines de Mâcon. Sur la fin de sa vie, il consacre son activité aux encres sur papier et à la tapisserie.
Maxime Descombin meurt à Charnay-lès-Mâcon le 28 août 2003.

### Collections publiques
- Ambérieu-en-Bugey : Génération, Hommage à Saint-Exupéry, 1969, sculpture en acier inoxydable[3].
- Grenoble, parc Paul-Mistral : Mutants, sculpture.
- Lyon cité administrative de La Part-Dieu : Deber, sculpture.
- Mâcon, musée des Ursulines :
  - Génération, Hommage à Saint-Exupéry, 1948, étude, bois et métal[4] ;
  - fonds de sculptures de l'atelier Descombin.

## Expositions
- 1951 : Témoignages pour la sculpture abstraite (France).
- 1957 : Interbau, Berlin.
- 1967 : Symposium international de sculpture de Grenoble.
- États-Unis.
- Japon.
- 2008 : orangerie du Domaine national de Meudon.

### Archives
- Fonds Maxime Descombin (1951-2021) [archives écrites ; 1 boite].  Cote : DESC  1 - 5. Paris : Bibliothèque Kandinsky, Centre Pompidou (présentation en ligne).